# Kopytka

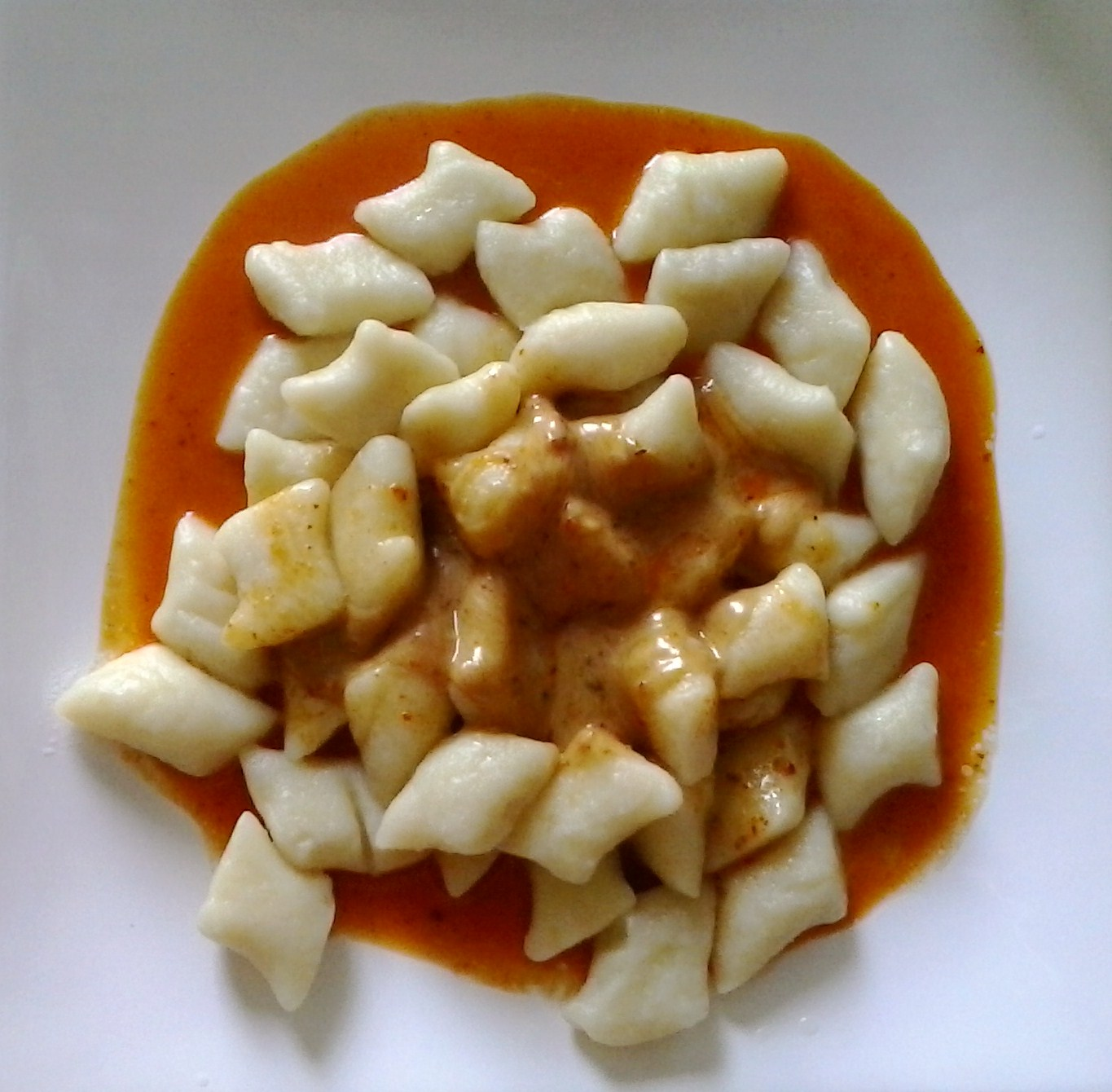
Kopytka con salsa de tomate.

Kopytka ("cascos pequeños"), conocido en algunas regiones de Polonia como Szagówki, es un plato típico de masa de la cocina polaca similar a los gnocchi italianos.
Se crean a partir de una masa de patata y harina, para la que se usan patatas cocidas. La masa se amasa en largas tiras, que se aplanan y cortan de forma diagonal al eje longitudinal, resulando en paralelogramos. Acto seguido se cuecen en agua con sal en ebullición.
Se suelen servir como complemento, aunque también pueden ser el plato principal con dados de tocino y cebolla frita.
En la versión más famosa se mezclan con queso quark, lo que se conoce como Leniwe kluski o Leniwe pierogi y se come dulce, a menudo con mantequilla y azúcar. También se puede añadir a la masa eneldo o perejil, lo que se conoce como Zielone kluski.